# Adrián Argachá
Adrián Argachá (Sarandí del Yí, Uruguay; 21 de diciembre de 1986) es un futbolista uruguayo que juega como lateral izquierdo en el Durazno Fútbol Club de la Primera "C" de Uruguay.

## Trayectoria
Se formó en las inferiores del Club Nacional de Football, pero al llegar al primer equipo no dispuso de oportunidades. Nacional lo cedió a préstamo a Tacuarembó y Wanderers, posteriormente quedó en libertad de acción y volvió a firmar por Wanderers.
En julio de 2011 el jugador queda libre de Defensor Sporting y se integra a la plantilla del Club Atlético Independiente a préstamo por 1 temporada con opción de compra. Argachá disputó 19 partidos con la camiseta del Rojo. Luego retorna a Uruguay para integrarse a Racing Club de Montevideo. Luego pasó a la Institución Atlética Sud América. Luego se convirtió en jugador del Centro Atlético Fénix.

## Clubes
Actualizado al 15 de mayo de 2025.
| Club              | País      | Año         | PJ  | Goles |
| ----------------- | --------- | ----------- | --- | ----- |
| Nacional          | Uruguay   | 2007        | 1   | 0     |
| Tacuarembó        | Uruguay   | 2007 - 2008 | 17  | 1     |
| Wanderers         | Uruguay   | 2008 - 2010 | 32  | 2     |
| Defensor Sporting | Uruguay   | 2010 - 2011 | 16  | 1     |
| Independiente     | Argentina | 2011 - 2012 | 18  | 0     |
| Racing            | Uruguay   | 2012        | 12  | 0     |
| River Plate       | Uruguay   | 2013        | 20  | 0     |
| Sud América       | Uruguay   | 2013 - 2015 | 64  | 7     |
| Belgrano          | Argentina | 2016        | 5   | 0     |
| Central Córdoba   | Argentina | 2016-2017   | 31  | 0     |
| Lorca Deportiva   | España    | 2017-2019   | 61  | 4     |
| Fénix             | Uruguay   | 2019-2024   | 102 | 0     |
| DFC               | Uruguay   | 2025-act.   | 0   | 0     |